# Servicio Nacional de Menores
Das Servicio Nacional de Menores (SENAME, „nationales Minderjährigenservice“) ist die durch das Decreto Ley Nº 2.465 am 10. Januar 1979 erschaffene staatliche Körperschaft Chiles zum Schutz der Rechte von Kindern. Das SENAME trat seine Funktion am 1. Januar 1980 an.

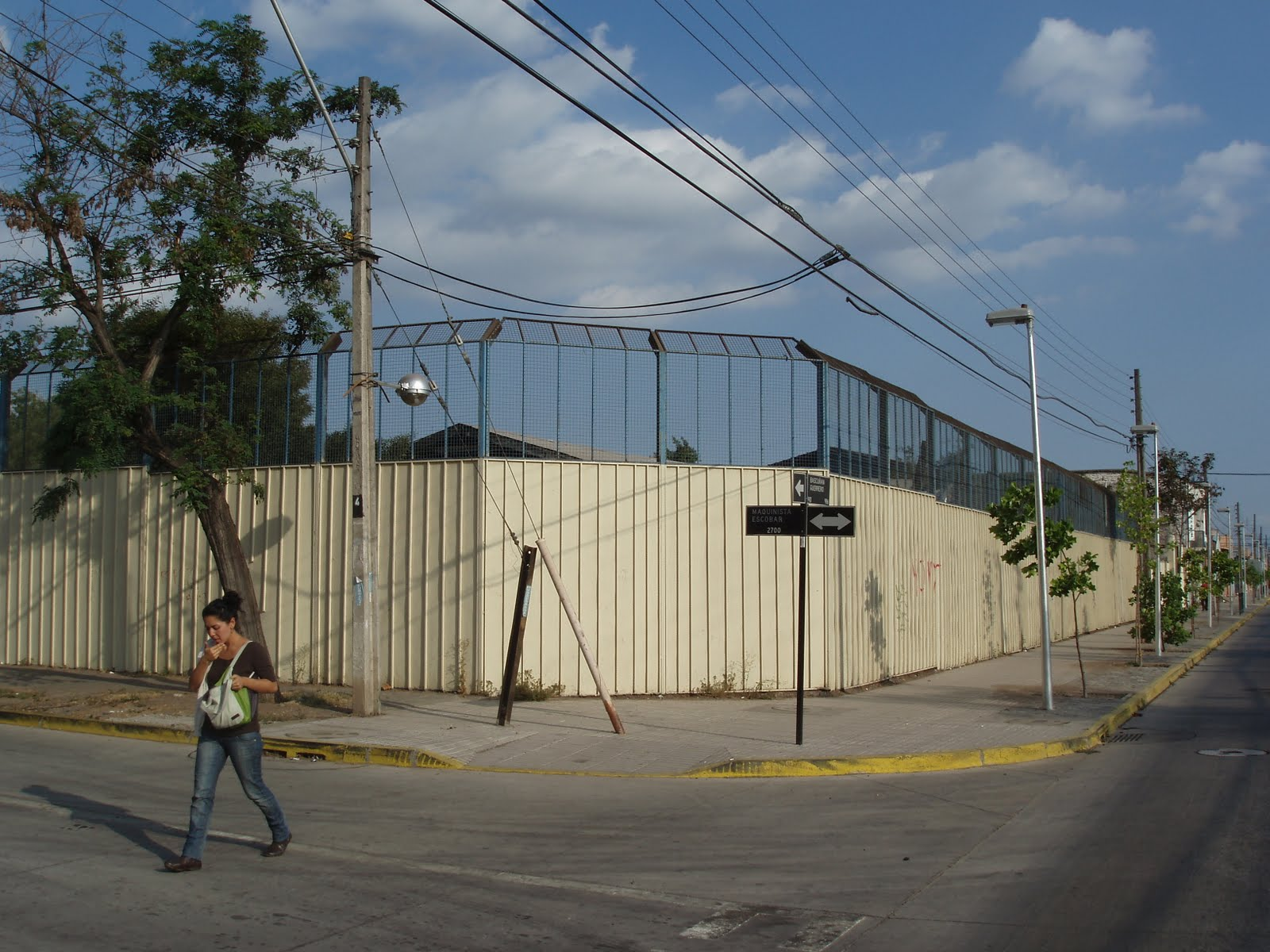
SENAME-Kinderheim Galvarino in Santiago

Das SENAME ersetzte den Consejo Nacional de Menores und die Fundación Niño Chileno und untersteht dem chilenischen Justizministerium. Es regelt und überwacht unter anderem Adoptionen und schützt Minderjährige vor dem chilenischen Rechtssystem.
Seit 2007 kann ein österreichischer Auslandsdienst abgeleistet werden.